# Yale (Oklahoma)
Yale – miasto w Stanach Zjednoczonych, w stanie Oklahoma, w hrabstwie Payne.